# Copons
Copons település Spanyolországban, Barcelona tartományban. Lakosainak száma 351 fő (2024).

## Földrajza
Copons Veciana, Rubió, Jorba, Sant Guim de Freixenet és Els Prats de Rei községekkel határos.

## Népesség
A település lakosságának változását az alábbi diagram mutatja:
| Lakosok száma | 186  | 735  | 596  | 511  | 309  | 282  | 318  | 323  | 310  | 351  |
|               | 1717 | 1887 | 1936 | 1960 | 1986 | 2004 | 2009 | 2014 | 2019 | 2024 |